# Герб на Южен Судан
Гербът на Южен Судан е официално приет през юли 2011 година, малко преди обявяване на независимостта на страната. През април 2011 проектът за герб е бил предложен от правителството на автономния регион, който впоследствие е одобрен от парламента на Южен Судан. Гербът представлява африкански орел риболовец, на чиито гърди има златен традиционен африкански щит с кръстосани копия. Орелът гледа на дясна хералдична страна, а в ноктите си държи златна лента с надпис Republic of South Sudan. Между щита и златната лента има бяла лента, на която е изписан националният девиз Justice, Liberty, Prosperity. Гербът на Южен Судан е поставен и на държавния печат на страната.

## История
Емблемата на Южен Судан е създадена след Споразумението за общ мир от 2005 г. В средата ѝ е поставен герба на Судан, представляващ птица-секретар с две девизни ленти – националното мото „Нашата победа“ (Our Victory) и „Република Судан“ (Republic of the Sudan), обграден от надписа „Правителство на Южен Судан“ (Government of Southern Sudan) и съкращението „ПНЮС“ (GOSS).
Впоследствие е предложен друг дизайн за герб на Южен Судан. Той е подобен на тези на съседните държави Кения и Уганда. Съдържа традиционен африкански щит с цветовете от Южносуданското знаме, зад който са кръстосани две африкански копия. Щитодръжци са китоглава чапла и носорог. На постаментът са изобразени местни земеделски култури и водите на река Нил, а девизът най-отдолу гласи: „Справедливост, равенство, достойнство“. През април 2011 правителството на Южен Судан предлага нов проект, който е одобрен през юли същата година.